# Об'ємна частка
Об'ємна частка — частка об'єму, який певний складник займає в загальному об'ємі тіла. Позначається {\displaystyle \phi _{i}}:
{\displaystyle \phi _{i}={\frac {V_{i}}{V}}={\frac {V_{i}}{\sum _{j}V_{j}}},}
де {\displaystyle V_{i}} — об'єм складника, {\displaystyle V} — загальний об'єм.
Сума об'ємних часток усіх складників дорівнює одиниці:
{\displaystyle \sum _{i}\phi _{i}=1.}
Поняття об'ємної частки використовується в хімії, фізиці, геології, щодо кларків елементів тощо.
Часто, особливо стосовно розчинів, вживається також поняття об'ємного відсотка — це об'ємна частка, помножена на 100 і виражена у відсотках.